# Seznam krajev Unescove svetovne dediščine v Armeniji
Organizacija Združenih narodov za izobraževanje, znanost in kulturo (UNESCO) imenuje kraje svetovne dediščine, ki so pomembni kot svetovna naravna ali kulturna dediščina. Kraje svetovne dediščine ureja Unescova konvencija iz leta 1972. Kulturno dediščino sestavljajo spomeniki, kot so arhitekturna dela, monumentalne skulpture ali napisi, skupine zgradb in najdišča, vključno z arheološkimi najdišči. Kot naravna dediščina so opredeljene naravne znamenitosti, kot so fizične in biološke tvorbe, geološke in fiziografske tvorbe, vključno s habitati ogroženih vrst živali in rastlin, ter naravne znamenitosti, ki so pomembne z vidika znanosti, ohranjanja ali naravne lepote.
Armenija  je konvencijo nasledila 5. septembra 1993 od razpadle Sovjetske zveze. Leta 2021 je imela na seznamu tri kraje in štiri kraje na seznamu predlogov. Prvi kraj, ki je bil na Unescov seznam vpisan leta 1996, je samostan Hagpat. Leta 2000 je bil vpis razširjen na samostan Sanahin. Isto leto sta bila na seznam dodana še dva kraja: Ečmiadzinska stolnica in cerkve v Ečmiadzinu skupaj z arheološkim najdiščem Zvartnots, in samostan Geghard v gornji dolini reke Azat. Vsi kraji spadajo v domeno kulture.

## Seznam
Unesco uvršča mesta po deset kriterijih. Vsako mesto mora izpolniti vsaj en kriterij. Kriteriji od i do vi so kulturni, kriteriji od vii do x pa naravni.
| Kraj                                                  | Slika                                                          | Provinca | Leto vpisa | Referenčna številka in kriterij | Opis |
| ----------------------------------------------------- | -------------------------------------------------------------- | -------- | ---------- | ------------------------------- | --- |
| Samostana Hagpat in Sanahin                           | Haghbat Monastery, church buildings in stone                   | Lori     | 1996       | 777bis; ii, iv (kulturni)       | Samostana Hagpat in Sanahin sta bila zgrajena v drugi polovici 10. stoletja pod pokroviteljstvom kraljice Kosrovanuš, žene kralja Ašota III. Oba sta bila pomembni učni središči. Pomožne zgradbe v obeh samostanskih kompleksih so bile zgrajene do 13. stoletja. Z arhitekturnega stališča imata samostana značilnosti bizantinske cerkvene arhitekture, pomešane z regionalnimi kavkaškimi ljudskimi slogi. Samostan Hagpat (na sliki) je bil na Unescov seznam vpisan leta 1996. Samostan Sanahin je bil na seznam dodan leta 2000. |
| Samostan Geghard in Gornja dolina reke Azat           | View at a church with cliffs in the background through an arch | Kotajk   | 2000       | 960; ii (kulturni)              | Samostan Geghard je v soteski reke Azat. Ustanovljen je bil v 14. stoletju. Po izročilu je bil ustanovitelj samostana Gregor Razsvetitelj, prvi uradni vodja Armenske apostolske cerkve, potem ko je v Armeniji krščanstvo postalo uradna državna vera. Glavni samostanski kompleks je iz 13. stoletja. Vanj so vključene v skalo vklesane cerkve, bivalne celice in več hačkarjev. V srednjem veku je bil samostan pomembno versko in kulturno središče.                                                                               |
| Ečmiadzinska stolnica in arheološko najdišče Zvartnoc | Etchmiadzin Cathedral, a large building complex in stone       | Armavir  | 2000       | 1011; ii, iii (kulturni)        | Ti kraji prikazujejo nastanek in razvoj armenske cerkvene arhitekture. Cerkve v Ečmiadzinu (danes imenovanem Vagharšapat) vključujejo Ečmiadzinsko stolnico, ustanovljeno leta 302 (na sliki), cerkev sv. Gajane iz leta 630, cerkev sv. Hripsime iz leta 618 in cerkev v Šogakatu, zgrajeno leta 1694 nad kapelo iz 4. stoletje. Cerkev v Zvarnocu je bila zgrajena v 7. stoletju in uničena v 10. stoletju, verjetno zaradi potresa.                                                                                                  |

## Seznam predlogov
Poleg krajev, ki so že uvrščeni na seznam svetovne dediščine, lahko države članice predlagajo tudi nove kraje, ki po njihovem mnenju izpolnjujejo pogoje za vpis na seznam svetovne dediščine. Vpis na ta seznam je mogoč le, če je bil kraj prej na seznamu predlogov. Armenija ima leta 2021 na svojem seznamu štiri predloge.
| Kraj                                                                | Slika                                                                          | Lokacija   | Leto vpisa | Unescovi kriteriji              | Opis |
| ------------------------------------------------------------------- | ------------------------------------------------------------------------------ | ---------- | ---------- | ------------------------------- | --- |
| Arheološko najdišče mesta Dvin                                      | Ancient stone capital with fern-like relief at the archaeological site of Dvin | Ararat     | 1995       | ii, iii, vi (kulturni)          | V 4. stoletju n. št. je kralj Kozrav III. Mali na tem mestu zgradil palačo, ki bi služila kot zgodovinska prestolnica Armenije in sedež katolikosa. V sasanidskem obdobju in obdobju kalifata je bil Dvin lokalno središče. V 13. stoletju so ga uničili Mongoli. |
| Bazilika in arheološko najdišče Jererujk                            | The ruins of Yererouk Basilica                                                 | Širak      | 1995       | ii, iv, vi (kulturni)           | Bazilika je bila zgrajena v 4. stoletju in je eden od najstarejših krščanskih spomenikov v Armeniji. V 17. stoletju jo je poškodoval potres in je zdaj v ruševinah.                                                                                               |
| Samostan Noravank in gornja dolina reke Amagu                       | Stone church building, mountains in the background                             | Vajoc Dzor | 1995       | i, iii, vi, vii, ix (mešani)    | Samostan je bil zgrajen v 13. stoletju v soteski reke Amagu. Nekaj stavb samostanskega kompleksa je zasnoval arhitekt Momik. |
| Samostana Tatev in Tatevi Anapat in njuna okolica v soteski Vorotan | Stone church building on a cliff, look from above                              | Sjunik     | 1995       | i, ii, iv, vi, vii, ix (mešani) | Samostan Tatev datira v 9. do 13. stoletje. Leži nad sotesko Vorotan, medtem ko je samostan Tatevi Anapat iz 17. stoletja in leži na dnu doline. Soteska je globoka 850 m in najgloblja v Armeniji. Dolina reke je zanimiva tudi za geologe.                      |